# Alwin Kerrl
Alwin Kerrl (* 29. Juni 1854 in Heiligenhafen; † 8. Juni 1927 in Bremen) war ein deutscher Tabakarbeiter und Bremer Politiker (SPD).

## Biografie

### Familie, Ausbildung und Beruf
Kerrl war der Sohn eines Korbmachers. Er besuchte die Volksschule und erlernte den Beruf eines Tabakarbeiters. Nach seiner Ausweisung aus Hamburg kam er nach Bremen. Seit den 1880er Jahren war er selbständiger Zigarrenfabrikant, später Inhaber eines Zigarren- und Papierwarengeschäfts in Bremen. 

### Politik
Kerrl wurde Mitglied der SPD und der Gewerkschaft. Als Funktionär der Sozialistischen Arbeiterpartei Deutschlands (SAPD) in Hamburg erfolgte 1875 seine Ausweisung. 1892 wurde er Vorsitzender der SPD in Bremen. Von 1892 bis 1895 war er Vorsitzender der SPD-Kommission für die Landagitation in und um Bremen. Er kandidierte erfolglos für den Reichstag in verschiedenen Wahlkreisen, u. a. 1887 und 1890 in Lippe und 1893 in Hannover 18 (LP 18: Blumenthal bis Stade). Von 1919 bis 1922 war er Mitglied der USPD.
Nach dem Ersten Weltkrieg war er 1919/1920 Mitglied in der verfassunggebenden Bremer Nationalversammlung und von 1920 bis 1924 Mitglied der Bremischen Bürgerschaft. 